# Bolleville, Manche

Bolleville este o comună în departamentul Manche, Franța. În 1 ianuarie 2018 avea o populație de 364 de locuitori.